# Pogrom
 (octobre 2023).

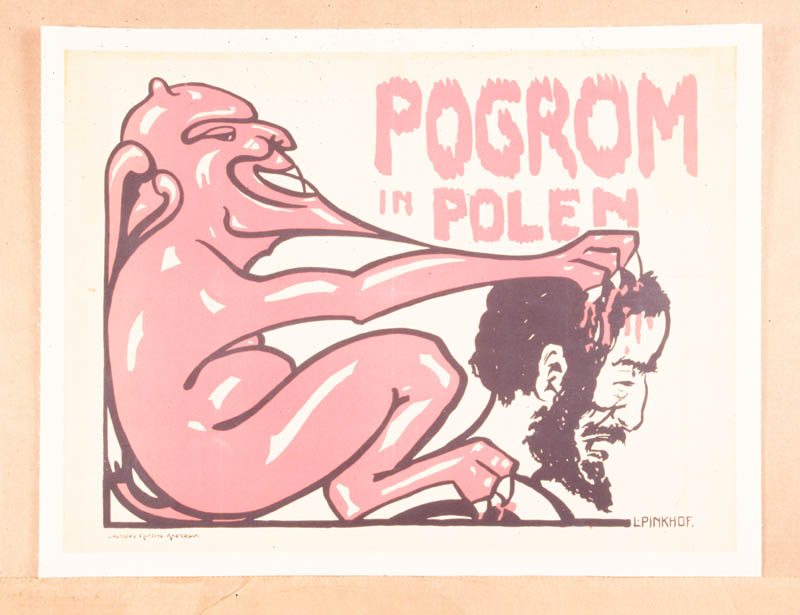
Affiche néerlandaise alertant sur un récent pogrom en Pologne, par, en anglais : L. Pinkhof (début)

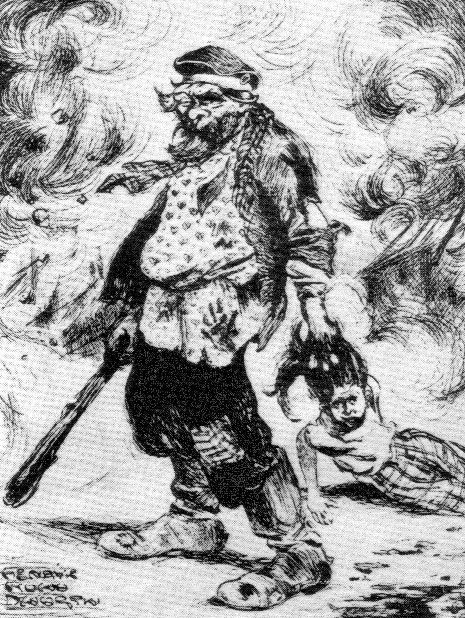
Pogrom de Bialystok, par Henryk Nowodworski (1905).

Un pogrom ou pogrome (d'origine russe : погро́м, signifiant « destruction, pillage ») est une attaque incluant une dimension raciste ou xénophobe, et accompagnée de pillages et de massacres, initialement contre les Juifs en Russie, perpétrées le plus souvent par des communautés sociales, politiques ou religieuses, et sans réaction des autorités ou avec leur assentiment, entre 1881 et 1921,. Le premier incident à avoir été appelé « pogrom » serait l'émeute anti-juive d'Odessa en Ukraine en 1821. Le terme entra dans l'usage courant avec les grandes émeutes antijuives qui balayèrent le sud de l'Ukraine et l'Empire russe, entre 1881 et 1884, à la suite de l'assassinat du tsar Alexandre II. Des violences similaires, mais d'ampleur plus limitée, surviennent à la même époque en Allemagne, Autriche, Roumanie et dans les Balkans. L'historien Raul Hilberg définit le pogrom comme « une brève explosion de violence d'une communauté contre un groupe juif qui vit au milieu d'elle-même ».
Avec le temps, la notion de pogrom s'est étendue plus largement et de façon générale aux violences et émeutes sanglantes dirigées par une partie de la population contre une minorité ethnique, religieuse ou d'origine différente de cette population.

## Étymologie
Le terme pogrom vient du russe,,. Il signifie « destruction », « émeute » ou « démolition violente ». Le terme suppose et intègre une dimension de xénophobie et de racisme à la base de la motivation de ces actions violentes.
Il a commencé à être utilisé systématiquement à partir de 1881, lors de la vague de pogroms qui ont suivi l’assassinat du tsar Alexandre II ayant eu lieu la même année,,.

## Définitions

### Définition spécifique à l'empire russe à la fin duXIXeet au début duXXesiècle
Initialement (fin du XIXe et au début du XXe siècle), le terme pogrom désigne dans l'Empire russe un phénomène de violence extrême envers la population juive,,,. Il fait référence aux exactions et massacres commis par la population russe envers la communauté juive après l'assassinat du Tsar Alexandre II en 1881.
Le terme a également été utilisé pour décrire les violences envers la population juive entre 1903 et 1905,,.

### Définition spécifique à l'Europe centrale et orientale à partir de la fin duXIXesiècle
La popularisation du terme « pogrom » pour décrire les exactions russes des XIXe et XXe siècles entraîne une extension de sa signification. Sa zone géographique s'étend vers l'Europe centrale et orientale et des périodes postérieures à 1917 sont également considérées, notamment la période et les zones sous domination nazie,.
Cette définition intermédiaire, spécifique à l'Europe centrale, orientale et la Russie au XIXe siècle, entraine également une approche rétrospective de ce terme. Ainsi, des violences commises contre la population juive à Odessa en 1821 peuvent-elles être interprétées comme le premier pogrom documenté.

### Définition globale
Dans le mouvement de généralisation de l'usage du terme « pogrom » pour désigner des violences extrêmes contre la population juive, celui-ci a adopté une extension maximale en désignant l'ensemble des massacres et destructions contre les communautés juives.
Selon cet usage du terme, une approche rétrospective s'est mise en place,,. Les violences contre la communauté juive d'Alexandrie en 38 sont ainsi considérées comme le premier pogrom documenté.

### Points communs aux définitions
Plusieurs éléments sont communs aux différentes définitions du terme « pogrom ».
Tout d'abord, la nature des exactions entreprises lors d'un pogrom est identique : il s'agit d'actions violentes massives et extrêmes envers des personnes (meurtre, viol) et leurs biens (pillage, incendie),,. La population ciblée par ces violences est juive et sa réaction est marquée par une forme de passivité plutôt qu'une rébellion face aux actions en cours.
Une caractéristique importante des pogroms réside dans l'identité des personnes perpétrant les violences et le positionnement des autorités et des services sécuritaires,,. Les exactions et massacres commis lors d'un pogrom sont l'œuvre de la population générale. Il n'y a pas d'organisation et de planification officielle de la part des autorités. Toutefois, les autorités mènent généralement une politique discriminatoire envers la population juive qui apporte une forme de légitimation et de tolérance pour les émeutiers et leurs actions. Elles peuvent également soutenir officieusement les meneurs des pogroms.

## Histoire

### Violences et massacres dans l'Antiquité (bassin méditerranéen)
Pour Léon Poliakov ou Gerald Messadié, le premier pogrom eut lieu en l'an 38 lors des émeutes antijuives d'Alexandrie.

### Violences et massacres au Moyen Âge en Europe

#### Contexte global
Durant le haut Moyen Âge, plusieurs communautés juives s'installent et prospèrent en Europe, notamment en Champagne, en Languedoc, dans la péninsule ibérique, en Allemagne ou en Italie,. Elles sont bien tolérées par les sociétés chrétiennes, certaines acquièrent un poids démographique non négligeable, et sont parfois explicitement protégées par les pouvoirs en place. Les Carolingiens instituent ainsi en 814 une protection particulière pour les populations juives vivant sur leur territoire, la capitula de Judaeis,, que des historiens remettent en cause.
Toutefois, tout au long de cette période, la séparation entre les communautés chrétiennes et juives s'accentue sous l'impulsion de l'Église catholique,. Soucieux de mieux définir son dogme, le pouvoir chrétien théorise progressivement le rejet des hérésies, c'est-à-dire de croyances concurrentes et considérées comme fausses et erronées. La communauté juive est progressivement marginalisée et se voit reprocher certaines tolérances accordées par les pouvoirs politiques.

#### Croisades

##### Violences en France et en Allemagne lors de la première croisade

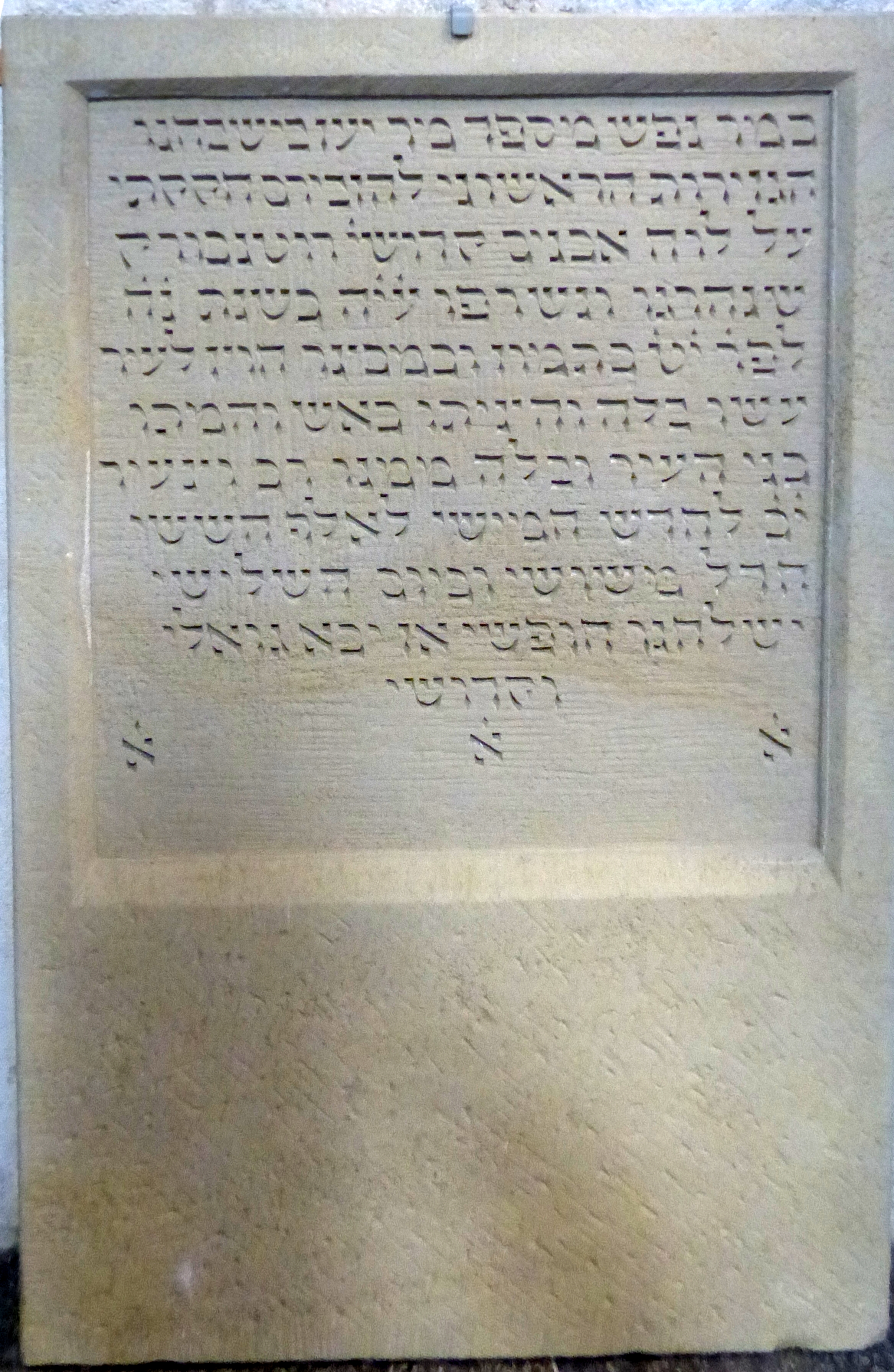
Mémorial médiéval (copie) du pogrom contre les Juifs de Rothenburg en 1298.

En 1095, le pape Urbain II prêche l'appel à la croisade lors du concile de Clermont. Les préparatifs de l'expédition militaire ainsi que sa progression se déroulent dans une ambiance d'exaltation de la foi chrétienne et des exactions sont commises à l'endroit des communautés juives locales. Des pillages et des massacres sont constatés dans plusieurs villes françaises, mais c'est surtout la Rhénanie (notamment Worms, Trêves, Cologne ou Mayence), qui est frappée par cette vague de violences. Les exactions sont commises aussi bien par des populations paysannes que par des combattants (chevaliers et barons) et les pouvoirs politiques et religieux, comme l'empereur Henri IV et les évêques, peinent à limiter les attaques et protéger les populations juives.
Le Dictionnaire de la Shoah affirme que les premiers pogroms sont dus aux chevaliers de la première croisade en 1096,. Il s'agit du début d'une longue série de massacres de juifs qui émaillent l'Europe du Nord et de l'Est pendant tout le Moyen Âge. Malgré des oppositions de l’Église, ces croisades populaires massacrent et pillent en 1096 en Saxe, en Bohême, à Prague, en Lorraine, en Hongrie, en Allemagne, puis, en 1146, à Worms, Magenza, Strasbourg et encore en 1194 en Angleterre, en France en 1251, ou en Aragon (Espagne) en 1320. Ces événements ayant fait des milliers de victimes laissent des traces dans les chroniques juives du Moyen Âge.

##### Violence en Angleterre lors de la troisième croisade
Durant le haut Moyen Âge, les populations juives vivent de manière prospère au sein du Royaume d'Angleterre,. Elles sont protégées par le pouvoir royal, ce qui leur permet de bénéficier d'une certaine aisance économique et d'être à l'abri des premières violences anti-juives continentales. Toutefois, l'hostilité des communautés chrétiennes se développent, notamment à partir de la seconde moitié du XIIe siècle.

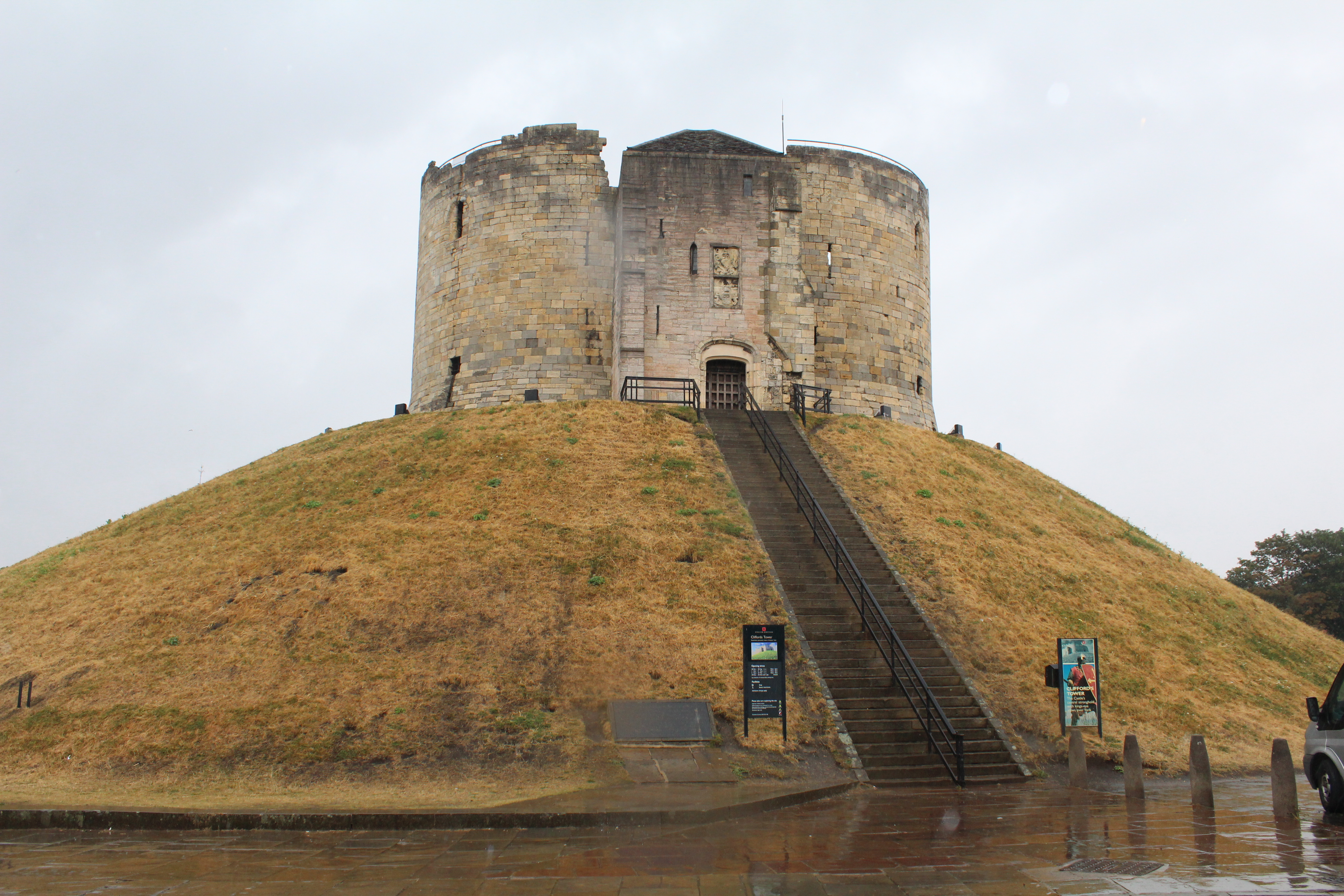
Vestige de la tour Clifford. Cette tour a été reconstruite 60 ans après l'incendie lors du massacre de 1190.

À la fin du XIIe siècle, l'annonce de la troisième croisade et le départ du roi Richard Cœur de Lion pour le Proche-Orient exacerbent les tensions,. La population est agitée de mouvements religieux dénonçant tout ce qui n'appartient pas à la chrétienté et l'absence du pouvoir royal prive les communautés juives de leur soutien politique et sécuritaire. Des nobles et des bourgeois s'en prennent également à des créanciers juifs, désireux de faire effacer certaines dettes.
En 1189 et 1190, plusieurs émeutes, violences et massacres touchent les communautés juives anglaises,. Le massacre d'York, le 16 mars 1190, marque les esprits. Une foule attaque la communauté juive de la ville qui se réfugie à la tour Clifford sous la protection du commandement militaire. Toutefois, piégés dans le château et refusant de se convertir au christianisme, une partie des juifs se suicident. Les survivants sont massacrés et la tour est incendiée. Les biens des victimes sont ensuite pillés. Au total, environ 150 personnes trouvent la mort lors de cet évènement.

#### Royaume de France
D'autres attaques de communautés juives ont lieu sporadiquement en France : lors de la grande peste de 1348, contre les Juifs de Paris en 1380 et 1382, durant la période de l'Inquisition au XVe – XVIIe siècles avec ses auto da fés, sous la Terreur où des synagogues d'Alsace sont mises à sac.

#### Péninsule ibérique
Des pogroms ont aussi lieu en Espagne, en 1013 à Cordoue, en 1066 et 1090 à Grenade, deux villes alors musulmanes, en 1391 à Barcelone ou en 1506 à Lisbonne au Portugal où 2 000 Juifs furent massacrés.
Les historiens estiment qu’entre 100 000 et 200 000 Juifs furent forcés à la conversion ou à l’exil dans la péninsule Ibérique au cours du XVe siècle[réf. incomplète]. Plusieurs milliers furent exécutés par l’Inquisition pour marranisme (réel ou supposé), en particulier sous la direction de Torquemada. D'autres sources indiquent qu'environ 350 000 marranes espagnols furent victimes de l'Inquisition entre 1480 et 1808, dont plus de 30 000 brûlés vifs et 18 000 brûlés en effigie.

### Violences et massacres duXVIIeauXIXesiècleen Europe

#### Europe de l'Est

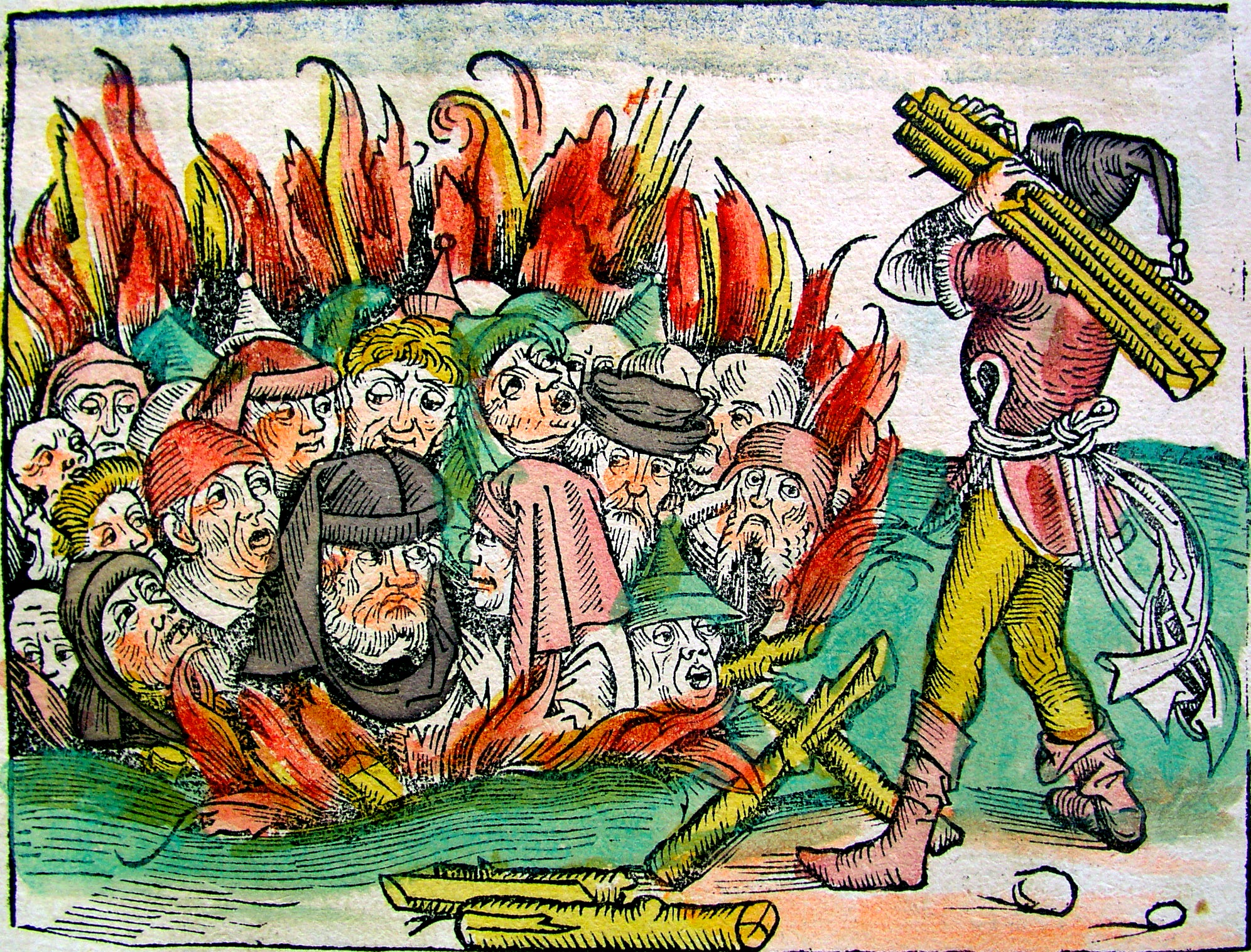
Juifs brûlés vifs à Deggendorf en Bavière et à Sternberg et Mecklenburg (Allemagne) en 1492, Chroniques de Nuremberg, 1493.

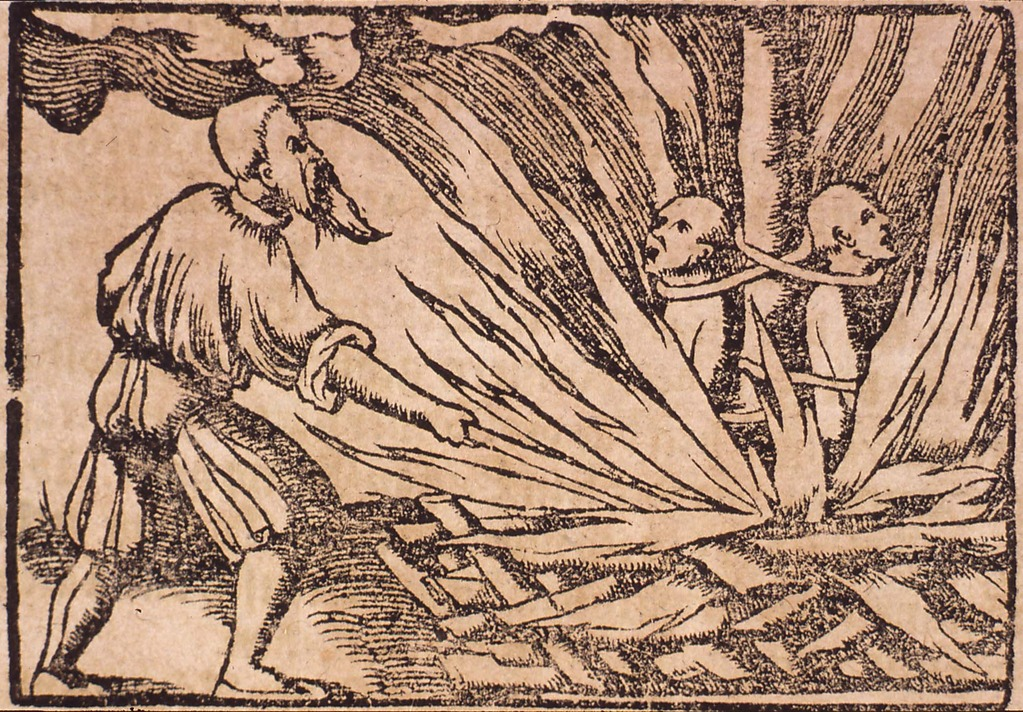
Le massacre des Juifs de Sélestat (Bas-Rhin) en 1349. Illustration de 1628.

Les Juifs ashkénazes sont présents en grand nombre dans l'Est de l'Europe depuis les XIIIe et XIVe siècles. Ils y ont joui d'un statut relativement favorable jusqu'en 1646, date du soulèvement des Cosaques zaporogues et de la population ruthène conduit par Bohdan Khmelnytsky. De nombreux massacres secouent l'Ukraine pendant deux ans, touchant les populations catholiques et, plus encore, les Juifs. Près de 100 000 Juifs périssent.
Les Juifs subissent de nouveaux massacres lors de l'invasion de la Pologne-Lituanie entre 1654 et 1656 par les armées du tsar de Russie. À la suite de la victoire de Bogdan Khmelnitski, les Cosaques et les masses populaires se lancent dans des massacres des Juifs et d'autres populations. L'estimation du nombre de tués reste à plus de 100 000 morts et 300 communautés détruites, jusqu'aux travaux en 2003, du démographe israélien Shaul Stampfer (en) qui donne une approximation de 20 000 morts. Nathan ben Moses Hannover (en) témoigne d'une extrême violence : « Des femmes ont le ventre ouvert et des chats vivants y sont placés. Les ventres sont ensuite cousus avec les chats vivants à l'intérieur. Et on coupe les mains des victimes afin qu'elles ne puissent pas retirer les chats de leur ventre. Les nourrissons sont suspendus aux seins de leurs mères. Certains enfants sont transpercés avec des lances, rôtis au feu puis amenés à leurs mères, forcées à les manger. Plusieurs fois, on utilise des corps d'enfants juifs pour construire des ponts improvisés ».
Après l'annexion d'une grande partie de la Pologne par la Russie, celle-ci abrite cinq millions de Juifs. Des violences contre les juifs se déroulent à Odessa en 1821, 1859 et 1871 mais on ne parle pas encore de pogroms.

Le 2 août 1819, débutent les émeutes Hep-Hep à Wurtzbourg en Bavière. Ces émeutes antijuives se propagent en Allemagne durant l’été 1819, pendant lequel la foule pille les maisons et les magasins des Juifs.

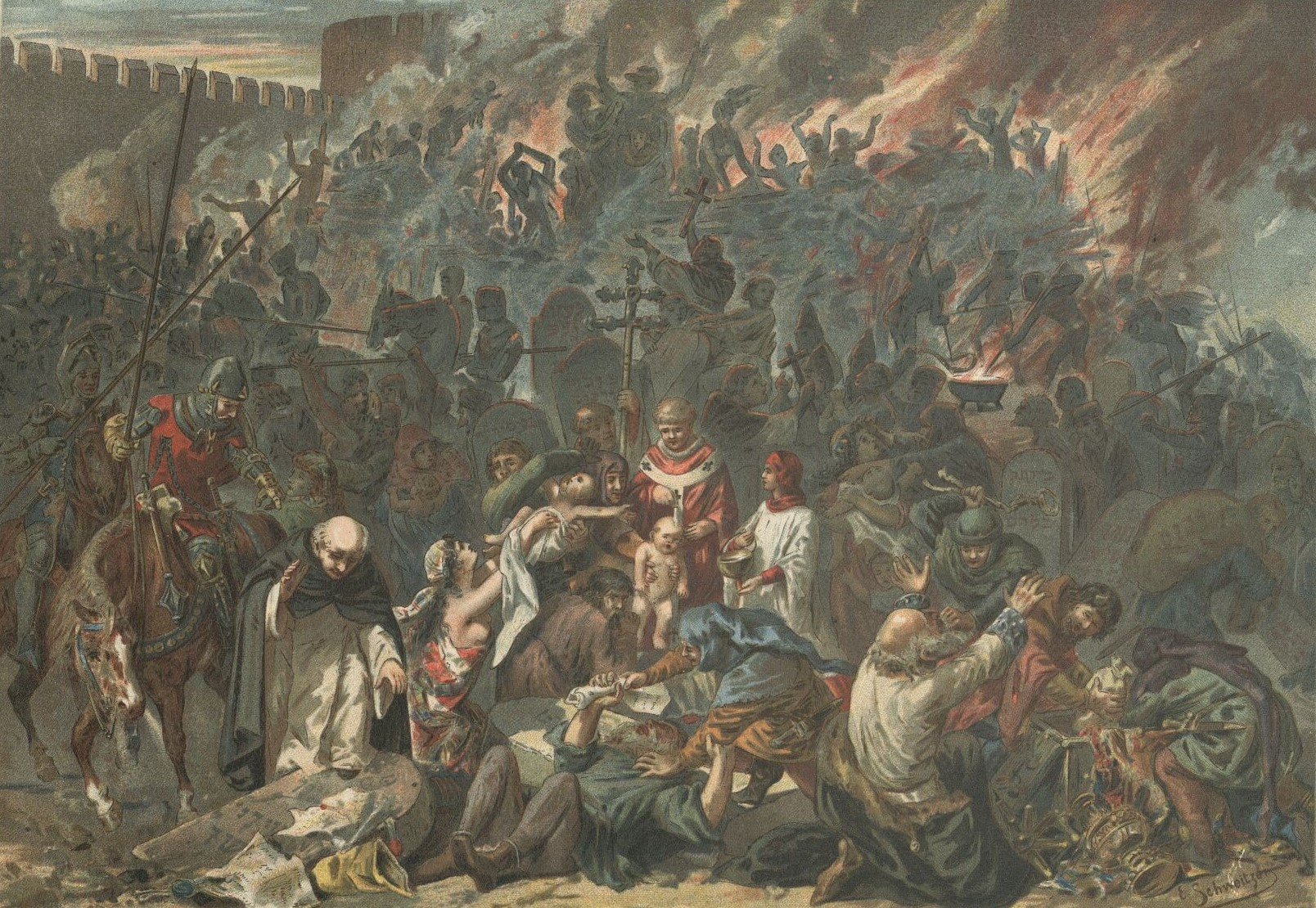
Le Pogrom juif de Strasbourg en 1349, par E. Schweitzer, 1894.

#### France
Le dernier pogrom antisémite en France a eu lieu le 29 février 1848 à Durmenach, et sa région dans le Haut-Rhin. Il est également appelé Juden Rumpel ou Judenrumpell. Un odonyme (Rue du 29-Février) rappelle cet événement.

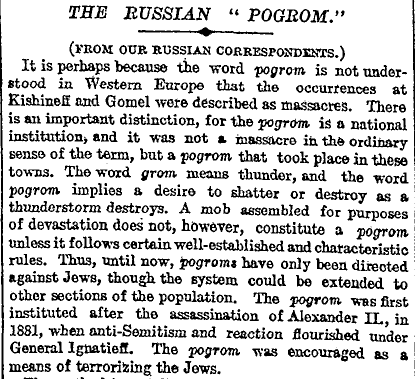
Entête d'un article du Times de 1903 sur les pogroms de Kichinev.

### Pogroms dans l'Empire russe à la fin duXIXeet au début duXXesiècle

#### Dans l'Empire russe

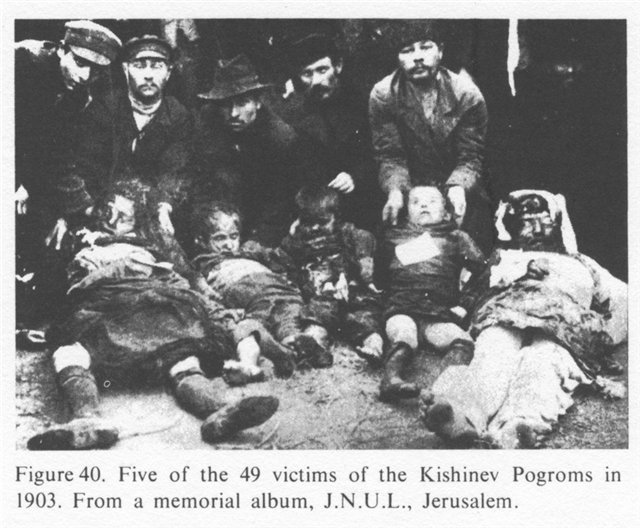
Cinq des 49 victimes du pogrom de Chisinau (Moldavie) en 1903.

La première vague de massacres désignés comme « pogroms » eut lieu entre 1881 et 1884. Le tsar Alexandre III, qui succède à son père Alexandre II assassiné en 1881, met fin à la politique libérale de ce dernier. Conseillé par son ancien précepteur, Constantin Pobiedonostsev, devenu procureur du Saint-Synode, il mène dès son avènement une politique réactionnaire et antisémite.
Les Juifs sont rendus responsables de l'assassinat de l'empereur précédent. La politique du gouvernement au sujet des Juifs tient dans ce programme :

« Un tiers des Juifs sera converti, un tiers émigrera, un tiers périra. »

En 1881, éclatent plus de cent pogroms. Les principaux sont ceux d'Elisabethgrad le 15 avril 1881, de Kiev le 26 avril, d'Odessa du 3 au 5 mai 1881, de Varsovie, alors possession russe, entre décembre 1881 et janvier 1882, et de Balta le 22 mars 1882 et les mois suivants. Les populations locales chrétiennes, soutenues et souvent incitées par la police du tsar, attaquent les communautés juives des villes ou des villages avec l'approbation des autorités civiles et religieuses. Aux destructions et pillages des biens des Juifs, s'ajoutent les viols et les assassinats. La troupe n'arrive souvent que trois jours après le début du pogrom et il arrive que ce soit pour y participer… Le gouvernement russe utilise les pogroms pour limiter les droits économiques des Juifs et les expulser des villages.

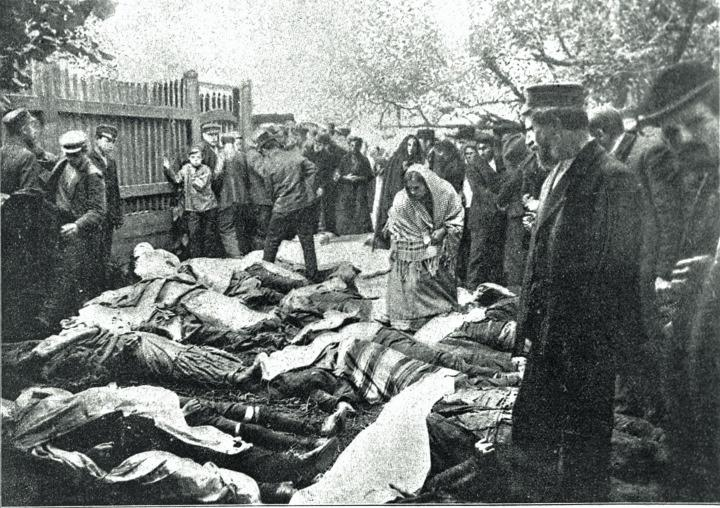
Les cadavres des victimes du pogrom de 1906 dans la cour de l'hôpital juif de Białystok (Pologne).

Entre 1903 et 1906, la sécheresse provoque de mauvaises récoltes qui font monter le prix des denrées agricoles et la Russie traverse une grave crise révolutionnaire. Dans ce contexte, une deuxième vague de pogroms frappe les populations juives entre 1903 et 1906. Les plus importants sont ceux de Kichinev le 6 avril 1903, de Jytomyr en mai 1905 et de Białystok le 1er juillet 1906.

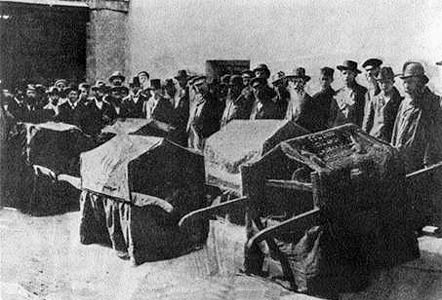
Cérémonie de « funérailles » de rouleaux de Torah profanés durant les pogroms de Kichinev.

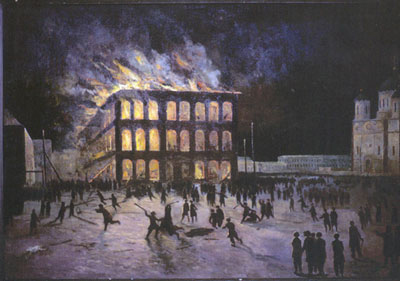
Pogrom des Cent-Noirs de 1905 à Tomsk.

À Kichinev, où la presse et les autorités alimentent des rumeurs antisémites depuis plusieurs mois, c'est le meurtre d'un jeune chrétien, Mikhail Rybalenko, qui met le feu aux poudres. Accusés de crime rituel, les Juifs subissent un pogrom de trois jours — le gouverneur ayant donné l'ordre à la police de ne pas intervenir. Après le pogrom d'avril 1903, les Juifs de Kichinev organisent des comités d'autodéfense. C'est l’une des premières tentatives d’autodéfense dans l’histoire moderne des Juifs, mais cela n'empêche pas 19 d’entre eux de périr lors de nouvelles attaques les 19 et 20 octobre 1903.
Isaac Babel a décrit le pogrom survenu en 1905 à Moldoveanca (en russe Moldavanka, faubourg d’Odessa peuplé de Juifs, de Moldaves, d'Arméniens, de Pontiques, et qui sera à nouveau le théâtre de massacres en 1941),.

#### Dans la Russie révolutionnaire

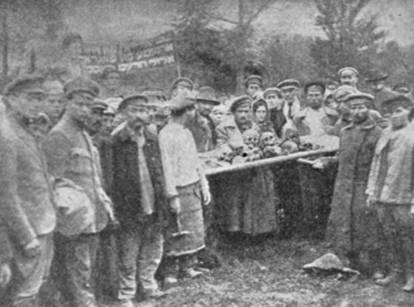
L'après-pogrom de Fastiv (Ukraine) en 1919.

Dans cette situation tendue, de nombreux jeunes Juifs rejoignent ce qu’Alain Brossat et Sylvia Klingberg ont appelé le « Yiddishland révolutionnaire », c’est-à-dire des mouvements socialistes comme le « Bund » ou radicaux comme le Parti bolchevik. Ils sont nombreux, en particulier en Pologne orientale, Ukraine, Bessarabie et dans les pays baltes, à s’engager du côté communiste après la révolution russe de février 1917, à soutenir ensuite la prise du pouvoir par les bolcheviks, à combattre dans l’Armée rouge durant la guerre civile russe et certains rejoignent la Tchéka pour défendre la révolution.
Pour leurs adversaires politiques, tous les Juifs de ces régions sans exception sont des ennemis à abattre (on les accuse alors de « judéo-bolchevisme »), et continuent à être persécutés par les anti-bolcheviks de toutes obédiences politiques. On compte des milliers de victimes de pogroms pendant la guerre civile russe de 1918 à 1921. En Ukraine, des bandes de paysans en lutte contre l’Armée rouge et ses réquisitions, massacrent des familles juives avec l’appui de troupes blanches. En Russie même, l’Armée blanche de Dénikine est à l’origine de plusieurs pogroms dont celui de Fastiv le 15 septembre 1919. Pour l'année 1919, les historiens ont recensé 6 000 morts dans les pogroms anti-juifs en Russie.

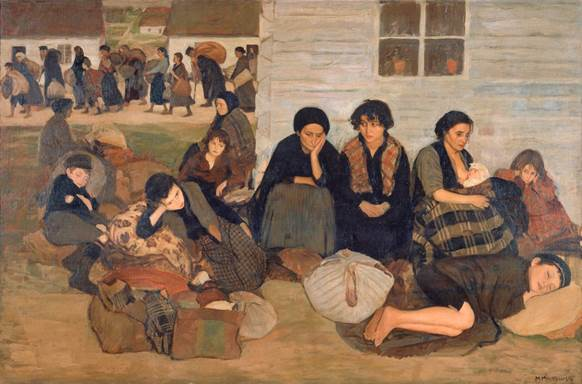
Après le pogrom, peinture de M. Minkowski,.

En tout, l'Empire russe qui allait devenir l'URSS a été pendant cette période le lieu de 887 pogroms majeurs et de 349 mineurs, qui auraient fait plus de 60 000 morts.
Ces pogroms ont une double conséquence : l’émigration de 600 000 Juifs au cours des vingt dernières années du XIXe siècle, majoritairement vers les États-Unis ou vers la Palestine ottomane, et la création du mouvement sioniste.

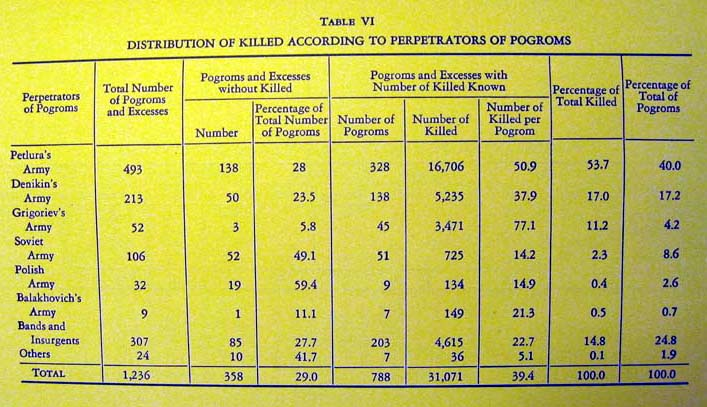
Tableau récapitulatif (en anglais) des personnes tuées lors des pogroms en Ukraine in « The Pogroms In the Ukraine 1918-21».

### Violences et massacres au début duXXesiècle

#### Pogrom anti-juif et anti-catalan de 1919 en Argentine
En 1919, il y a eu un pogrom en Argentine, pendant la Semaine tragique argentine, mais il y avait un élément supplémentaire, puisque les Juifs et les Catalans étaient appelés à être attaqués sans discrimination. Les raisons ne sont pas claires, d'autant plus que, dans le cas de Buenos Aires, la colonie catalane, établie principalement dans le quartier de Montserrat, est issue de la fondation même de la ville. Cela pourrait indiquer l'influence du nationalisme espagnol qui, à l'époque, qualifiait les Catalans d'ethnie sémitique.

#### Période de l'entre deux guerres en Allemagne

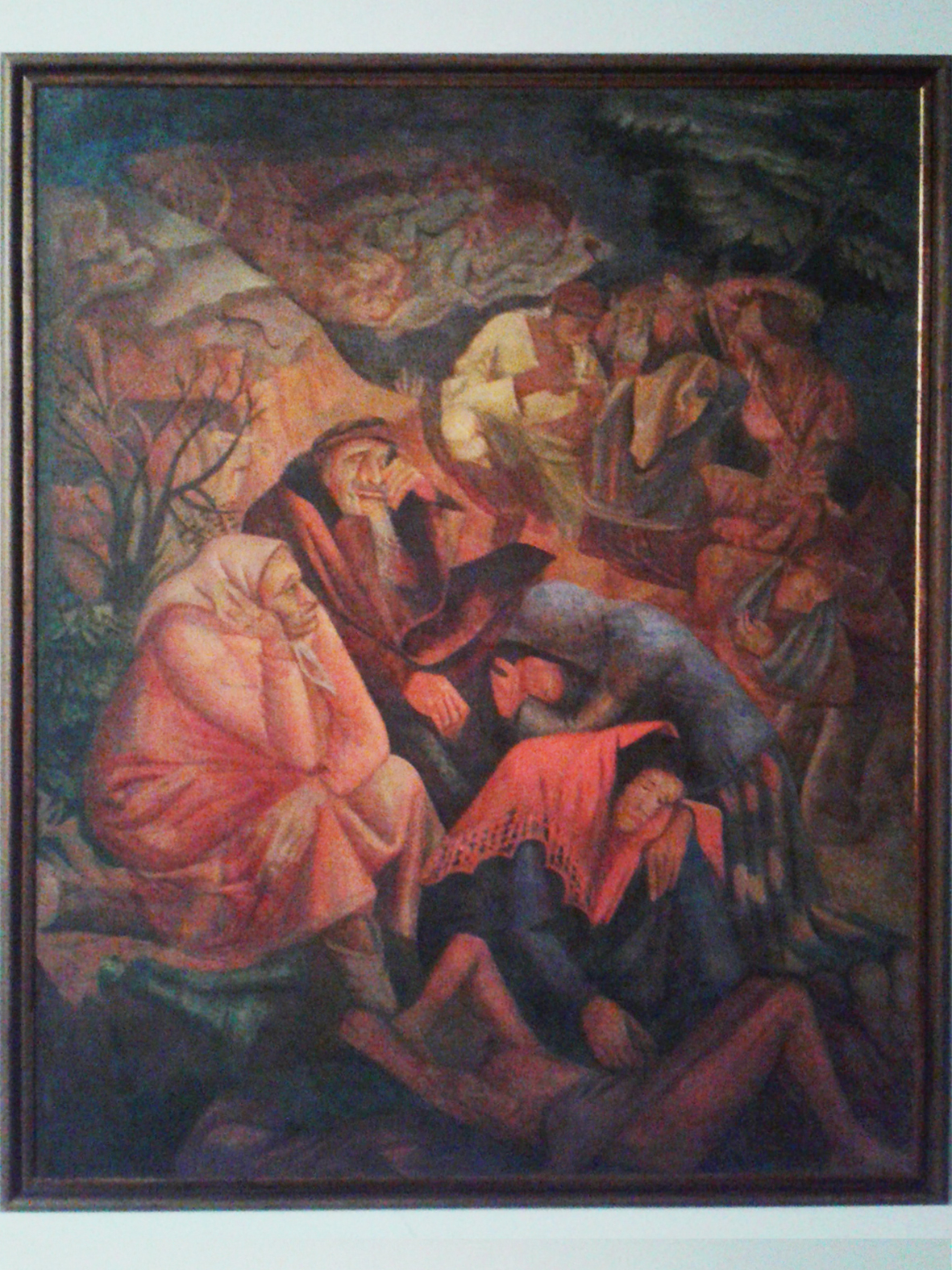
Pogrom juif par Manuil Iossypovytch Chekhtman,1926 (Ukraine).

La montée des idées nationalistes et la recrudescence de l'antisémitisme en Europe entre les deux guerres mondiales, en particulier en Allemagne dans les années 1930, attise les tensions contre les communautés juives. Le Parti nazi allemand conduit par Adolf Hitler arrivé au pouvoir début 1933 institutionnalise les pogroms et autres actes de violences antisémites et met en œuvre des décisions de plus grande envergure. Les lois de Nuremberg promulguées le 15 septembre 1935 déclarent les Juifs déchus de la nationalité allemande. Ce qui n'est que le prélude à des violences systématiques ; c'est le cas lors du pogrom de la nuit de Cristal le 9 novembre 1938.

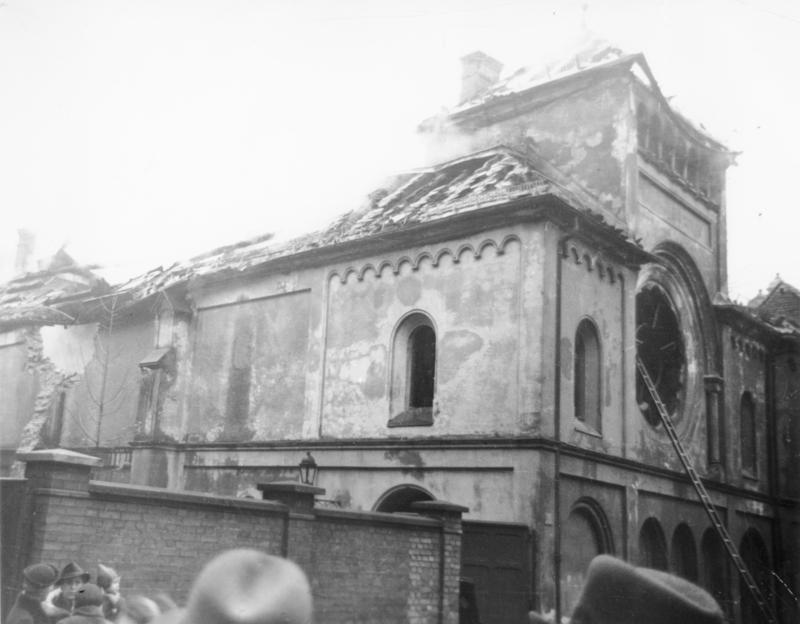
La synagogue de la Herzog Rudolf Strasse à Munich après son incendie lors de la nuit de Cristal en novembre 1938.

C'est l'agression et l'assassinat le 7 novembre d'un conseiller de l'ambassade d'Allemagne à Paris, Ernst vom Rath, par Herschel Grynszpan, jeune juif polonais, qui est le prétexte à ce pogrom. Joseph Goebbels, fort du soutien du Führer, qu’il a rallié à son idée, mobilise dans la nuit du 9 novembre les militants nazis, avec le concours des gouverneurs de régions réunis à Munich. Il jette les militants nazis dans les rues pour un pogrom de très grande ampleur où les sections d'assaut nazies, les SA, fortes de plus d'un million de membres, et les Jeunesses hitlériennes s'en prennent aux synagogues et aux locaux des organisations juives, ainsi qu'aux magasins et aux biens des particuliers juifs. Les agresseurs sont pour la plupart en tenue de ville pour laisser croire à un mouvement populaire spontané. Près d'une centaine de personnes sont tuées à l'occasion de ce gigantesque pogrom. Une centaine de synagogues sont brûlées et 7 500 magasins sont pillés.
L'Allemagne n'est pas le seul pays à connaître des pogroms après la Première Guerre mondiale. En 1929, 67 Juifs sont assassinés par les Arabes de Palestine à Hébron.
Un autre pogrom a lieu du 3 au 5 août 1934 à Constantine, alors en Algérie française. Près de 1 800 personnes sont touchées par les pillages. La police française laisse faire.

### Pogroms pendant la Seconde Guerre mondiale
Le Dictionnaire de la Shoah précise : « La Shoah n'est pas à proprement parler un pogrom. Il y a bien lieu des pogroms pendant la Shoah, c'est-à dire des mouvements populaires et des massacres collectifs de Juifs par les populations locales ».

#### Europe occidentale
Le 14 avril 1941, un pogrom a eu lieu à Anvers, en Belgique. Il est le fait d’organisations flamandes pro-allemandes de la Zwarte brigade, de la SS Vlaanderen et de la ligue anti-juive. Des commerces juifs sont saccagés et deux synagogues sont brûlées.

#### Europe orientale

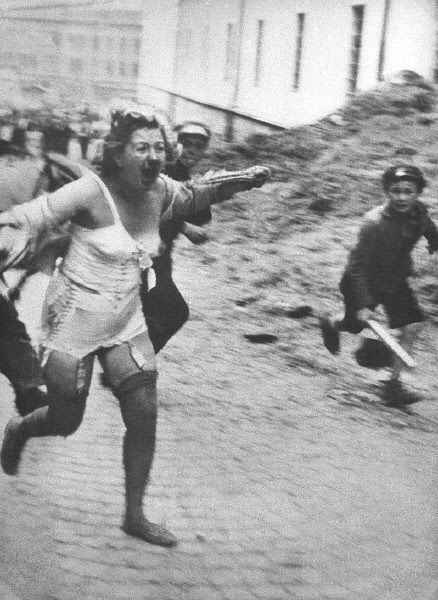
Lviv, Ukraine, 1941.

Au début de la Seconde Guerre mondiale, pendant la période d'application du pacte germano-soviétique, l'engagement de certains membres du « Yiddischland révolutionnaire » (communistes juifs) aux côtés du NKVD stalinien qui procède alors à la déportation d'ex-fonctionnaires ou de notables baltes, polonais, ouest-ukrainiens ou roumains dans les territoires annexés par l'URSS en 1939-40, sert de justification à l'antisémitisme traditionnel de ces régions pour persécuter tous les Juifs sans distinction, de sorte que lors de l'invasion allemande, certains chrétiens locaux ont secondé les nazis dans leur politique d'extermination en Union soviétique,, coordonnée par les Einsatzgruppen. Ceux-ci reçoivent l'ordre de massacrer les populations juives d'Union soviétique dans le cadre des opérations mobiles de tuerie accompagnant l'invasion de l'URSS. Pour eux, tout Juif est un bolchevik en puissance, et chaque Juif tué dans un pogrom est un Juif en moins à exécuter par leurs soins. Les Einsatzgruppen engagent ainsi leur responsabilité, l'armée allemande étant défavorable aux massacres. De plus, les Einsatzgruppen souhaitent que les populations locales prennent part aux pogroms pour des raisons de maintien de l'ordre, les pogroms sont perpétrés dans les zones où l'armée allemande n'avait pas encore établi son autorité.
Les premiers pogroms ont lieu en Lituanie. Dès les premiers jours de l'attaque allemande, des groupes armés anti-communistes lituaniens, dirigés par Algirdas Klimaitis (en), entrent en action contre l'arrière-garde communiste en pleine déroute. La police de sécurité allemande (Sicherheitsdienst ou SD) persuade alors Klimaitis de retourner ses troupes contre les Juifs. Le pogrom de Kaunas, alors capitale de la Lituanie, fait 3 800 victimes. 1 200 autres sont tués dans des localités environnantes. En Lettonie, le pogrom de Riga fait 400 victimes. L'Einsatzgruppe filme les pogroms à des fins de propagande. Après la dispersion des anti-communistes, les pays baltes ne connaissent plus d'autres pogroms. Le 10 juillet 1941, à Jedwabne, au nord-est de la Pologne, 1 600 Juifs sont massacrés par la population locale devant les caméras allemandes qui filment la tuerie. Le pogrom ne laisse que 7 survivants parmi les Juifs.
Le 27 juin 1941 a lieu en Roumanie un des pogroms les plus terribles de l'histoire moderne du peuple juif, le pogrom de Iași du 27 juin 1941 ; il s'est soldé par la mort d'au moins 13 226 Juifs. Le régime fasciste roumain considère alors tous les Juifs indistinctement comme des sympathisants de l'Union soviétique et des ennemis de la nation.
En Galicie, à Lwow, en représailles à la déportation d'Ukrainiens par les Soviétiques, plus de 1 000 Juifs sont livrés à la SD. À Tarnopol, après la découverte de trois cadavres allemands dans les prisons, 70 Juifs sont tués à la dynamite par les Ukrainiens. Un peu plus à l'est à Kremenets, en représailles à l'exécution de 150 Ukrainiens par les Soviétiques, 130 Juifs sont battus à mort par la population locale. Raul Hilberg précise que malgré leurs violences, les pogroms de Galicie n'ont pas fait autant de victimes que les Allemands le souhaitaient.
La violence est à chaque fois inspirée voire organisée par les Einsatzgruppen, sauf à Jedwabne, où l'initiative a directement été prise par les chrétiens locaux. Elle intervient toujours peu après leur arrivée. Elle ne s'étale pas dans la durée.

### Violence et massacres depuis 1945 en Europe

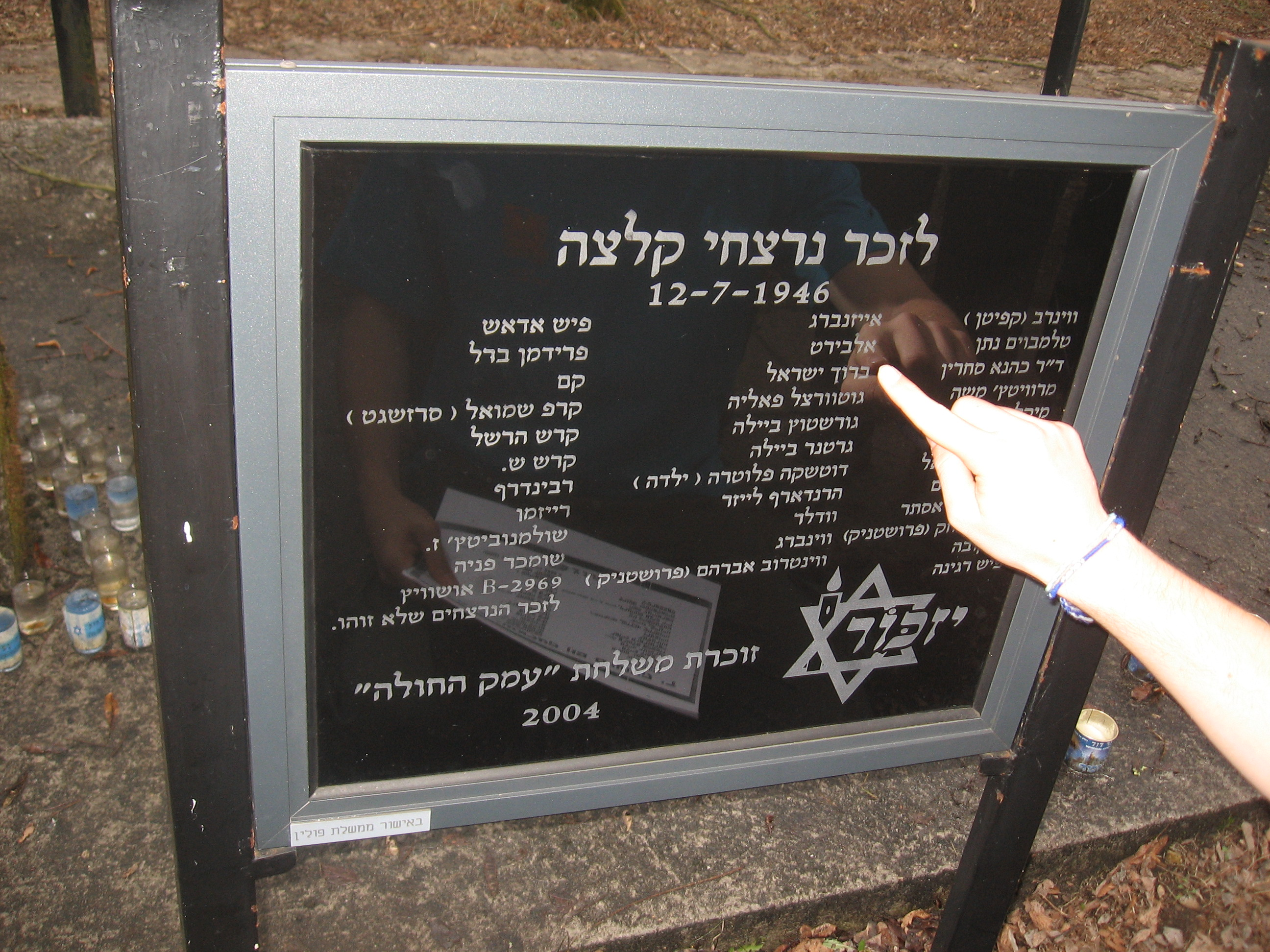
Monument sur la tombe des victimes du pogrom de Kielce (Pologne) de 1946. Photo Y. Lieberman.

En 1945-1946, dans les zones contrôlées par l'Armée rouge, de nombreuses attaques ont lieu contre les rescapés juifs. En Pologne, les estimations varient entre 500 et 1 200 victimes. Trois pogroms ont comme cause l'accusation de meurtre rituel contre des enfants chrétiens : à Rzeszow le 12 juin 1945, à Cracovie le 11 août 1945 et à Kielce, le 4 juillet 1946. Lors du pogrom de Kielce, quarante-deux Juifs furent tués et environ cinquante blessés. Participent à ce pogrom des nationalistes polonais et quelques communistes.
Le pogrom de Kielce est l'un des facteurs qui provoquèrent l'émigration des survivants de la Shoah. Connu sous le nom de Berih'ah, ce mouvement conduit les Juifs de Pologne et d'autres pays d'Europe de l'Est vers les camps pour personnes déplacées en Allemagne, en Autriche et en Italie.
Les 6 et 7 septembre 1955, le pogrom d'Istanbul (ou de Constantinople) parti d'une rumeur visa la communauté grecque de Yeniköy dans le quartier Sarıyer au nord de la ville et fit une douzaine de victimes parmi elle, en lésant également des Juifs et des Arméniens victimes d'exactions. Il provoqua l'émigration d'une grande partie de la communauté grecque.

### Violences et massacres en Afrique du Nord et au Moyen-Orient

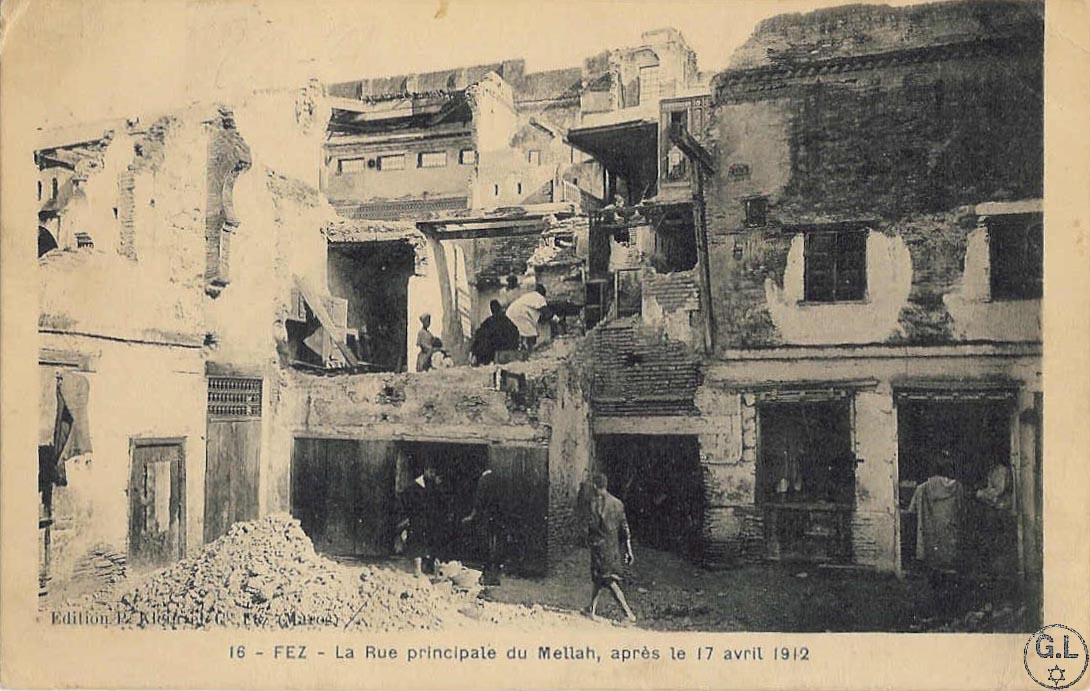
Rue principale du Mellah (quartier juif) après le pogrom de 1912 à Fez (Maroc), connu sous le nom de Tritl.

#### Contestation de la terminologie de pogrom dans un contexte extra-européen
La notion de « pogrom » appliquée au monde arabe et musulman est utilisée par des historiens comme Paul Fenton qui parle aussi d'une « longue série de massacres » ou (en) Joseph Chetrit, ou un essayiste comme Albert Memmi qui évoque « l'ensemble des petits pogroms successifs perpétrés dans les pays arabes ».
Cette notion est cependant contestée par certains spécialistes comme Ella Shohat : « la terminologie juive européenne ne peut en aucun cas s'appliquer à l'histoire des Juifs des pays d'islam. Le terme même de « pogrom » dérive de l'expérience spécifique des Juifs d'Europe », moins enviable que celle de leurs coreligionnaires orientaux et séfarades. De plus, des universitaires israéliens mizrahi soulignent l'instrumentalisation idéologique, dans une certaine historiographie israélienne, des épisodes de violence qu'ont connus les Juifs orientaux : ainsi, Yehouda Shenhav analyse la façon dont le récit sioniste européocentriste fabrique des équivalences entre l'histoire des Juifs du monde arabe et la Shoah, et finit par réduire des siècles de coexistence entre Juifs et musulmans à une série de persécutions intolérables, afin de justifier l'émigration des Mizrahim en Israël ; « la mémoire des Juifs Mizrahim est de cette façon niée », écrit-il. « L'historiographie sioniste sur les Juifs Mizrahim restitue de façon morbide et sélective une histoire « en pointillés » de pogroms en pogroms afin de renforcer l'image de siècles d'oppression et d'humiliation » critique également Ella Shohat en 2000 — siècles d'oppression et d'humiliation qu'exposent notamment en 2010, Fenton et Littman dans L’exil au Maghreb, la condition juive sous l’islam 1148-1912 ».

#### De l'Antiquité à la Seconde Guerre mondiale

##### En Afrique du Nord
En 1834 à Safed, dans le contexte d'une révolte palestinienne contre le pouvoir égyptien d'Ibrahim Pacha, « la population juive de Safed, attaquée par les révoltés, souffre de plusieurs pertes humaines et de pillages », écrit Henry Laurens — attaque parfois désignée sous le nom de pogrom de Safed.
En décembre 1835, peu après le début de l'occupation française de l'Algérie, des « représailles aveugles » visent les Juifs algériens de Mascara en Algérie, dont certains se sont ralliés à la puissance française (ce qui n'est pas le cas « dans le Constantinois et à Laghouat dans le Sud algérien, où les Juifs s'opposent farouchement à l'agresseur français aux côtés des musulmans »). Valérie Assan souligne le fait que dans cette époque troublée, si les Juifs ont payé un lourd tribut, « d’autres éléments de la population de la région ont été également victimes du conflit, parce qu’ils étaient les adversaires d’Abd el-Kader » qui mène la résistance contre l'armée française.

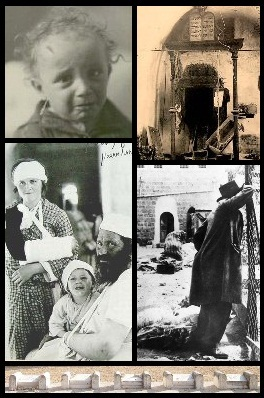
Après le massacre à Hébron, août 1929.

Au Maroc, ont lieu en avril 1912 ce que l'on a appelé les journées sanglantes de Fès à la suite de la signature du traité de Fès de 1912 qui instaure le protectorat français sur le Maroc, journées au cours desquelles les soldats marocains attaquent les officiers français, puis les quartiers européen et juif de Fès ; le quartier juif est rasé, 42 Juifs et 66 Européens sont tués, puis 600 Marocains quand l'armée française intervient avec l'artillerie sur les centres de l'insurrection.
Le 5 août 1934, a lieu un massacre en Algérie à Constantine ; « Musulmans et Juifs cohabitaient pacifiquement depuis longtemps à Constantine et on ne saurait invoquer paresseusement une tradition historique séculaire pour expliquer les événements d'août 1934 », écrit Charles-Robert Ageron. Plusieurs circonstances expliquent l'événement, selon Benjamin Stora : « les Européens désignent les Juifs à la vindicte populaire » pour les écarter de la compétition électorale ; « les Algériens musulmans se sentent victimes d'injustices » ; sentant la menace, « les membres de la communauté juive achètent des armes ». À la suite d'une rumeur de provocation de la part des Juifs, la tension monte ; il y a 23 morts juifs et trois morts musulmans . Les historiens soulignent le rôle de l'armée française qui par son inertie « permet le massacre de la population juive »,.
Le 2 mai 1941, six Juifs sont tués à Gabès en Tunisie. Traduits devant la cour martiale, cinq émeutiers sont condamnés à mort, six autres aux travaux forcés à perpétuité.

##### Au Moyen-Orient

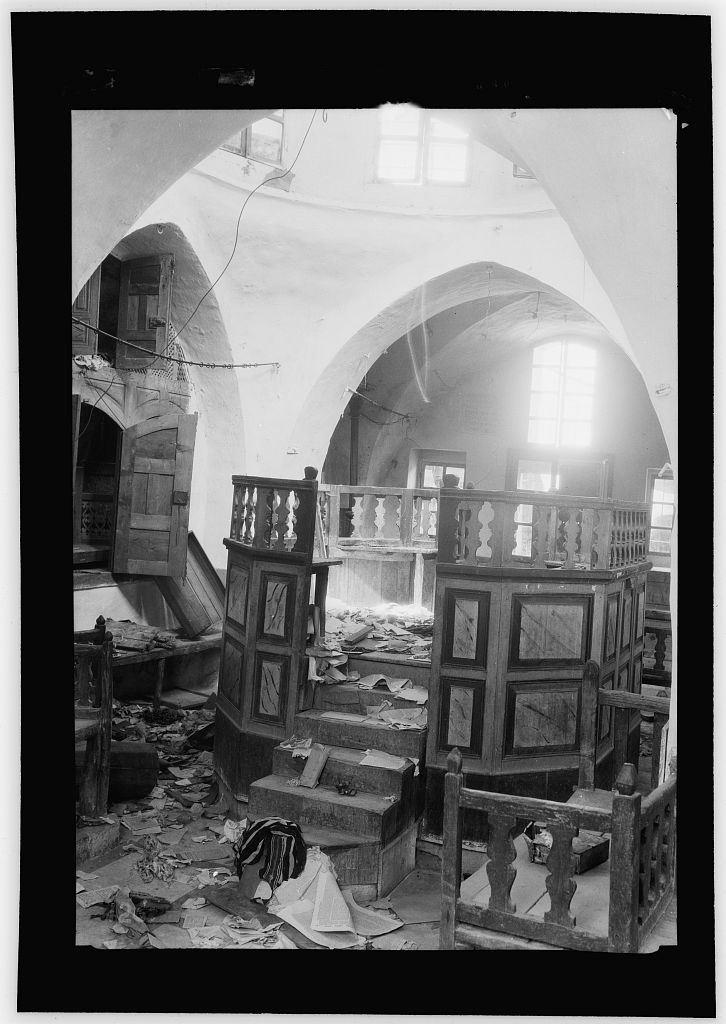
Synagogue et maisons saccagées, Hebron, 1929.

Le 23 août 1929, a lieu le massacre d'Hébron dans le contexte du conflit arabo-sioniste en Palestine mandataire. La population juive de la ville d'Hebron est attaquée. Il y a 67 morts. Analysant les causes de l'événement, Henry Laurens écrit : « La tension créée par la manifestation du 15 août 1929 a été la cause immédiate des troubles de la semaine suivante » : le 15 août, date de célébration de la destruction du Temple, la jeunesse juive s'était mobilisée, en particulier les partisans de Vladimir Jabotinsky, et avait prononcé des discours politiques devant le Mur des Lamentations de Jérusalem. « La cérémonie religieuse se transforme en manifestation nationaliste ». « À la suite d'une rumeur, partout on a été persuadé que les Juifs s'étaient emparés des sanctuaires musulmans ». La violence s'étend à Jérusalem et à Safed. Lors de ce qu'on a désigne comme les émeutes de 1929 en Palestine, au total 133 Juifs et 110 Arabes palestiniens ont été tués — ces derniers l'ayant été pour la plupart, par les soldats britanniques pour réprimer les troubles, — ; dans la mesure où un pogrom suppose l'approbation au moins tacite des autorités, le massacre d'Hébron ne doit pas être désigné à strictement parler comme un pogrom.

#### Seconde Guerre mondiale

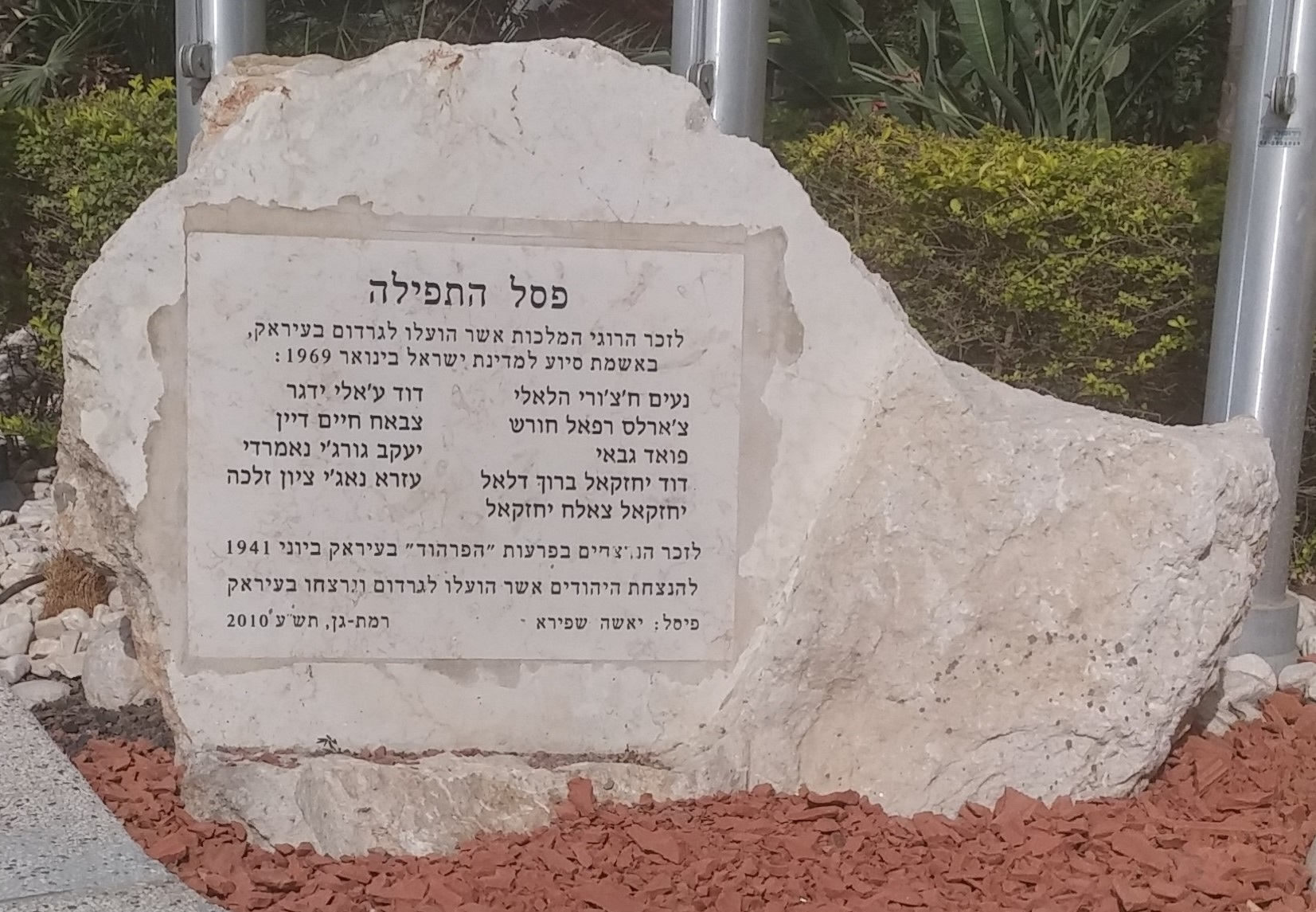
Plaque commémorative des victimes juives en Irak de 1941 et 1969, Ramat Gan.

À partir des années 1930, l'Irak est agité par des mouvements socio-culturels importants desquels émergent un antisémitisme de plus en plus violent,. Sous domination britannique, l'anticolonialisme et le nationalisme se développent. Largement minoritaire sur l'ensemble du territoire mais présents en nombre à Baghdad, la communauté juive bénéficie d'une certaine influence sociale et politique ainsi que d'une protection de la part des forces britanniques, ce qui créé un hiatus de plus en plus important avec la populations arabe. Par ailleurs, les tensions entre les communautés arabe, juive et l'administration britannique en Palestine trouvent un écho dans le pays, notamment par la présence d'intellectuels arabes palestiniens réfugiés à Baghdad. Enfin, la propagande antisémite nazie est intense dans la région et rencontre des sympathies auprès des populations locales et des mouvements nationalistes.
Avec le déclenchement de la Seconde Guerre mondiale, les rapports de force locaux sont modifiés : les britanniques sont mis en difficulté tandis que les nazis imposent leur vision du monde et leur doctrine antisémite. Un coup d'État anti-britannique et pro-nazi prend le pouvoir à Baghdad au printemps 1941 et oblige les britanniques à lancer des opérations militaires pour réaffirmer leur domination sur la région. Victorieux, ces derniers reprennent le contrôle de Baghdad à la fin du mois de mai, ce qui rassure la communauté juive. Toutefois, cette victoire a pour conséquence un afflux important de militaires irakiens vaincus dans la ville.
Le 1er juin 1941, pendant que les britanniques se réinstallent à Baghdad, la communauté juive entame les festivités pour Chavouot,. Des incidents éclatent alors entre des soldats irakiens et des juifs, les premiers blessant les seconds et tuant l'un d'entre eux. Les violences initiales dégénèrent et le quartier juif est attaqué. Des exactions (viols et kidnapping) ainsi qu'un massacre s'y déroulent pendant près de deux jours, sans que les forces britanniques ne parviennent à protéger la population juive. Selon les estimations des historiens, environ 180 personnes trouvent la mort, 600 sont blessées et près de 1500 commerces et maisons sont pillés et détruites,.
Le Farhoud, appellation donnée au pogrom, est considérée comme l'évènement marquant la fin de la communauté juive multiséculaire dans la ville et la région,. Les années suivantes sont ainsi marquées par une forte émigration des juifs irakiens, notamment vers l'état d'Israël nouvellement créé.

#### Période de la décolonisation et indépendance d'Israël
En 1945, en rapport étroit avec les événements en Palestine, en Libye à Tripoli, l'anniversaire de la déclaration Balfour se solde par le massacre de 130 Juifs libyens.
À Aden, au Yémen, le 2 décembre 1947, soit trois jours après le vote du plan de partage de la Palestine par l'Assemblée des Nations unies, une violente émeute détruit la synagogue et ravage le quartier juif, faisant 82 victimes.
Le 2 décembre 1947 également, a lieu le pogrom d'Alep en Syrie, où 75 Juifs sont tués et plusieurs centaines blessés.
Les 7 juin et [8 juin 1948, soit trois semaines après la création de l'État d'Israël (le 15 mai) ont lieu au Maroc deux pogroms, à Oujda puis Jerada, faisant une quarantaine de morts et plus de 150 blessés ; « les deux pogroms d'Oujda et Jerada étaient la conséquence quasi directe de la guerre de Palestine », écrit Robert Assaraf, qui ajoute que « les autorités policières du Protectorat sont peu promptes à protéger les Juifs ».
Le 12 juin 1948 en Libye a lieu le pogrom de Tripoli où quatorze Juifs et quatre musulmans sont tués, 240 maisons juives sont détruites.
Le 22 septembre 1948, cinq jours après l'assassinat par le Lehi (groupe Stern) du médiateur des Nations unies, Folke Bernadotte, 19 Juifs sont assassinés au Caire en Egypte.

#### Guerres israélo-arabes et conflit israélo-palestinien
En 1967, à l'occasion de la guerre des Six Jours, plusieurs pogroms anti-Juifs ont lieu, en Libye, faisant 15 victimes, ou des émeutes en Tunisie où le 6 juin, des Juifs sont blessés, leurs magasins saccagés et des lieux de culte dont la Grande synagogue de Tunis sont incendiés.
Le 7 octobre 2023, plus d'un millier de combattants du Hamas, appuyé par le Jihad islamique palestinien, le Front populaire de libération de la Palestine et le Front démocratique pour la libération de la Palestine, lancent une attaque sur le territoire Israélien depuis la bande de Gaza et s'y livrent à de multiples exactions sur la population civile, majoritairement israélienne. Certains auteurs qualifient cet événement de pogrom,,,,, pendant que d'autres le refusent, tel l'historien Tal Bruttmann pour qui ce terme désigne plutôt la destruction de bien matériels et minimiserait la volonté de tuer à l'œuvre au cours de ce massacre de masse.
Les affrontements du 7 novembre 2024 à Amsterdam sont qualifiées de pogrom par certains responsables politiques et plusieurs médias,,,, et donnent lieu à une indignation mondiale.